# Aeroporto Internazionale di Newark
L'Aeroporto Internazionale di Newark-Liberty (IATA: EWR, ICAO: KEWR) (in inglese Newark Liberty International Airport) è il principale aeroporto del New Jersey e il secondo dell'area metropolitana di New York. È situato vicino alla città di Newark e serve anche Jersey City, Elizabeth e New York. Si trova circa a 24 km a sud-ovest di Manhattan. L'aeroporto in passato fu il più grande aeroporto degli Stati Uniti; attualmente è l'aeroporto dell'area metropolitana di New York con il maggior numero di movimenti di aeromobili.
L'aeroporto, situato nell'area metropolitana di New York, fa parte del sistema aeroportuale newyorkese, che insieme agli aeroporti dell'area, costituisce il più grande sistema aeroportuale degli Stati Uniti, secondo del mondo dopo quello di Londra. Nel 2013 l'Aeroporto di Newark ha visto transitare 35 milioni di passeggeri, l'Aeroporto Internazionale John F. Kennedy ha visto transitare 50,4 milioni di passeggeri e l'Aeroporto Fiorello LaGuardia 26,7 milioni.
L'aeroporto, dotato di tre terminal passeggeri e uno cargo, è il terzo maggiore hub della United Airlines dopo Houston-George Bush e Chicago-O'Hare. È inoltre hub delle compagnie aeree cargo FedEx Express e Kalitta Air.

## Storia

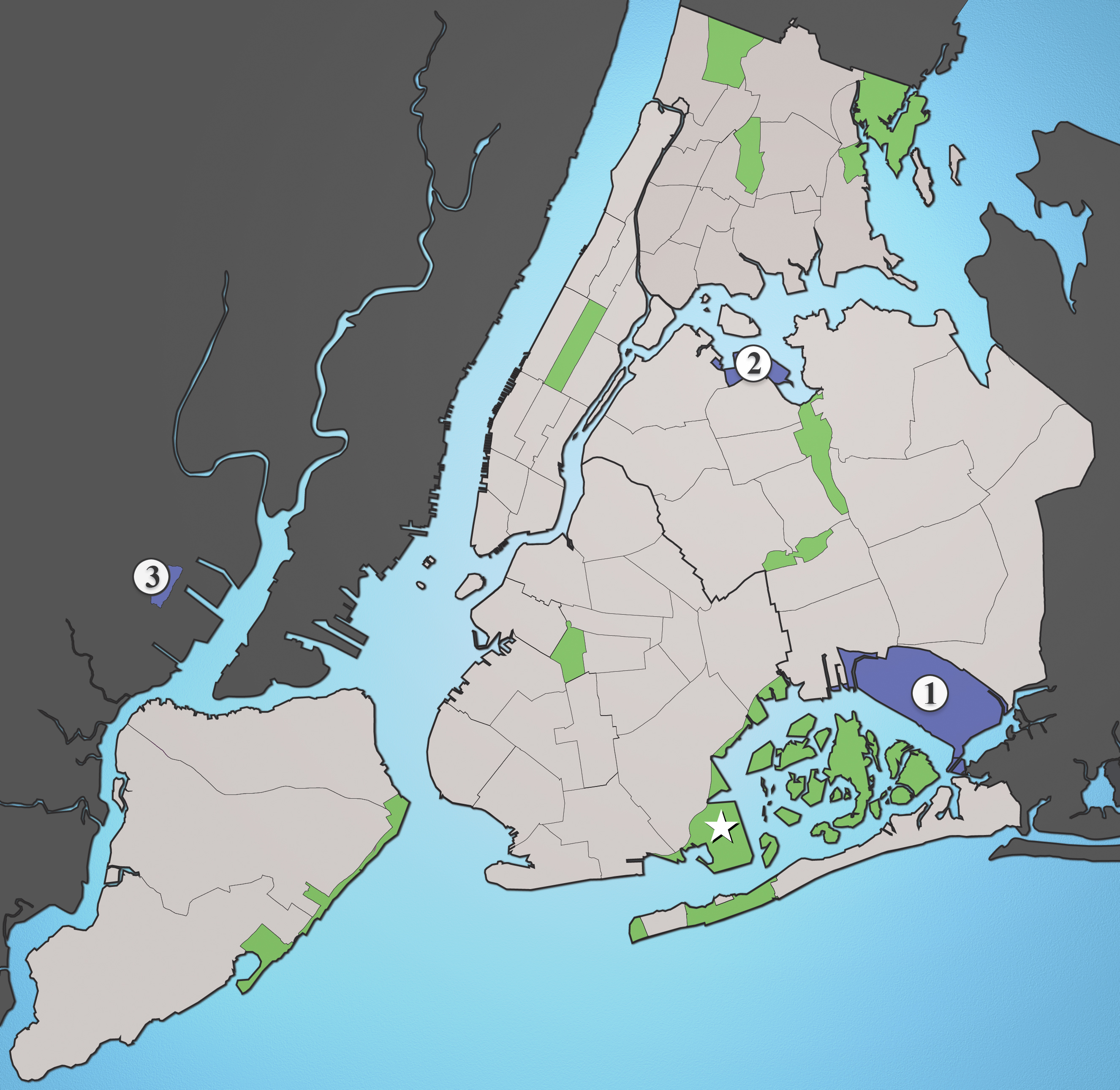
Aeroporti in prossimità di New York
1) John F. Kennedy International Airport (JFK)
2) LaGuardia Airport (LGA)
3) Newark Liberty International Airport (EWR)
☆) Floyd Bennett Field (1931–72)

L'aeroporto, inaugurato il 1º ottobre 1928, è stato per circa un decennio il più trafficato al mondo, fino all'apertura dell'Aeroporto Fiorello LaGuardia nel 1939. Durante la seconda guerra mondiale, la United States Army Air Corps occupò l'aeroporto per le operazioni militari. Nel 1948, l'Autorità Portuale di New York e del New Jersey ha assunto il controllo della struttura e fatto investimenti importanti: nuove piste, un terminal, una torre di controllo e un centro cargo. L'Administration Building in stile Art Deco, che è iscritto nel Registro Nazionale dei luoghi storici dal 1979, è servito come terminal principale per i viaggiatori del tempo fino all'apertura del Terminal Nord nel 1953. Nel 1970, con il crescente traffico aereo, sono stati costruiti i terminal esistenti A, B e C e l'aeroporto è stato rinominato Aeroporto Internazionale di Newark. Nel 1984, Virgin Atlantic ha inaugurato il volo da Newark a Londra per competere con l'Aeroporto Internazionale John F. Kennedy. Nel 1987, il Terminal Nord è stato demolito per far posto a strutture di carico. Nel 1996, entra in funzione l'AirTrain Newark. Il 1º marzo 2001, Continental Airlines lancia il volo di linea no stop più lungo al mondo, il Newark-Hong Kong, che impiega un tempo di 15 ore e 50 minuti. L'11 settembre 2001, durante gli attacchi terroristici di New York, il volo United Airlines 93 decollato da Newark è precipitato pochi minuti dopo il decollo nella città di Shanksville in Pennsylvania. Il 24 giugno 2004, Singapore Airlines frantuma il record di volo senza scalo commerciale aprendo il collegamento tra Singapore e Newark, che verrà poi chiuso nel 2013. Resta tutt'oggi il più lungo volo commerciale di sempre con 18 ore e 40 minuti. Il 15 giugno 2005, Continental Airlines inizia voli giornalieri tra Newark e Pechino e poi il 1º novembre con Delhi. Il 26 marzo 2009, Continental Airlines inaugura il volo giornaliero tra Newark e Shanghai.
Nel 2012 United Airlines, dopo l'acquisizione di Continental Airlines, è diventata la maggiore compagnia aerea operante a Newark, con il 70% di traffico, seguita da Delta Air Lines e JetBlue Airways con meno del 5%.

## Dati tecnici

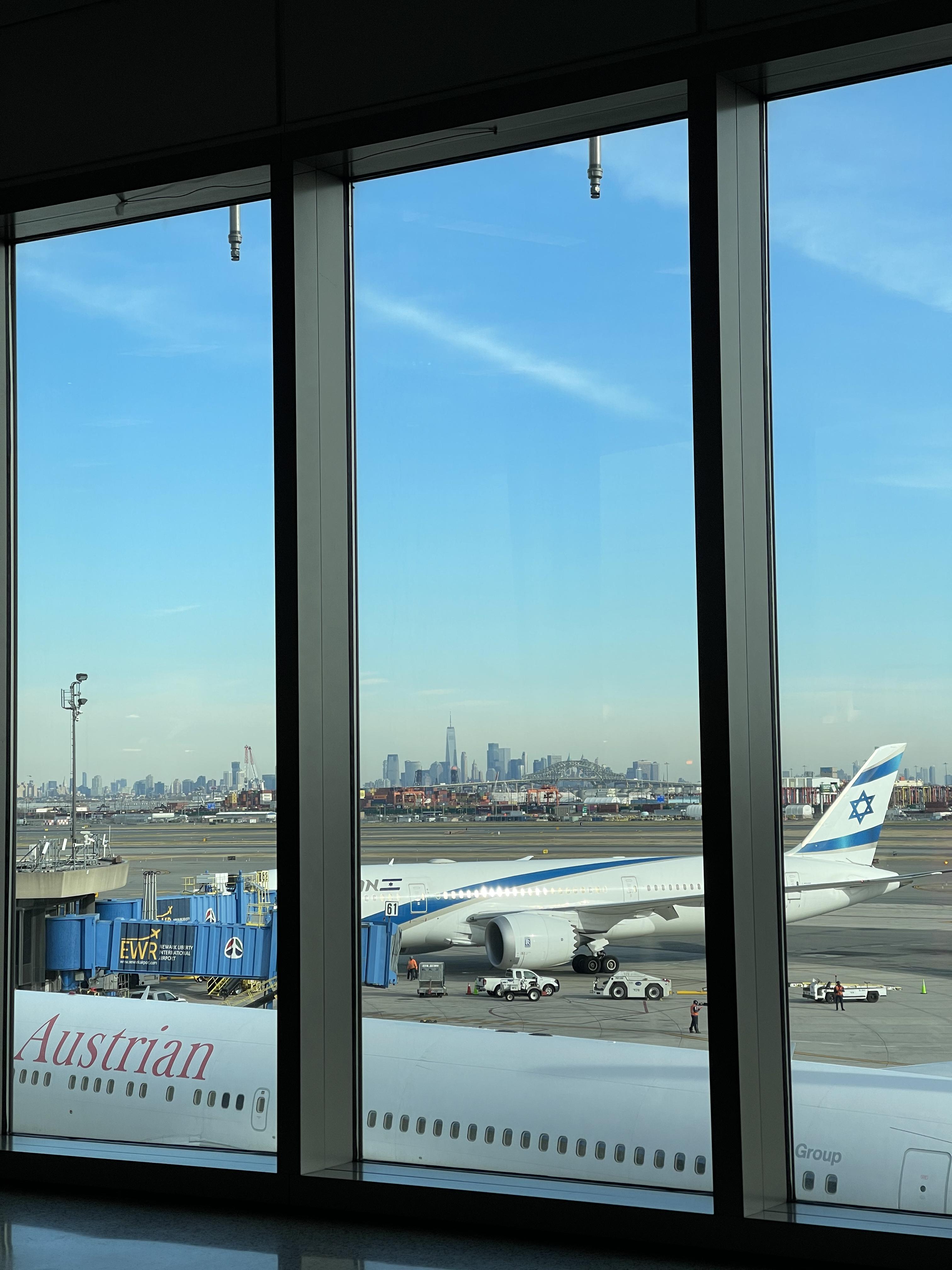
Vista sull'isola di Manhattan dall'Aeroporto di Newark

L'aeroporto copre 820 ettari e dispone di tre piste e una piazzola per elicotteri:
- Pista 4L/22R: 3 353 x 46 m, superficie: asfalto/calcestruzzo
- Pista 4R/22L: 3 048 x 46 m, superficie: asfalto
- Pista 11/29: 2 073 x 46 m, superficie: asfalto
- Elisuperficie H1: 12 x 12 m, superficie: calcestruzzo